# جورج جوريتشاتشافاريا
جورج جوريتشاتشافاريا (بالإسبانية: Jorge Guerricaechevarría) (10 يوليو 1965 -) هو كاتب سيناريو إسباني، ولد في أفيليس.

## التعليم
تعلم في جامعة إقليم الباسك.

## جوائز
حصل على جوائز منها:
- جائزة جويا لأفضل سيناريو مقتبس [الإنجليزية]‏، عن عمل: الزنزانة 211 (فيلم) (2009).

## وصلات خارجية
- جورج جوريتشاتشافاريا على موقع IMDb (الإنجليزية)
- جورج جوريتشاتشافاريا على موقع ألو سيني (الفرنسية)
- جورج جوريتشاتشافاريا على موقع أول موفي (الإنجليزية)
- جورج جوريتشاتشافاريا على موقع قاعدة بيانات الأفلام السويدية (السويدية)
- جورج جوريتشاتشافاريا على موقع قاعدة بيانات الفيلم (الإنجليزية)
- جورج جوريتشاتشافاريا على موقع كينوبويسك (الروسية)